# Gmina Lubomierz
Die Gmina Lubomierz ist eine Stadt-und-Land-Gemeinde im Powiat Lwówecki der Woiwodschaft Niederschlesien in Polen. Ihr Sitz ist die gleichnamige Kleinstadt (deutsch Liebenthal) mit nahezu 2000 Einwohnern. Sie gehört zur Euroregion Neiße.

## Geographie

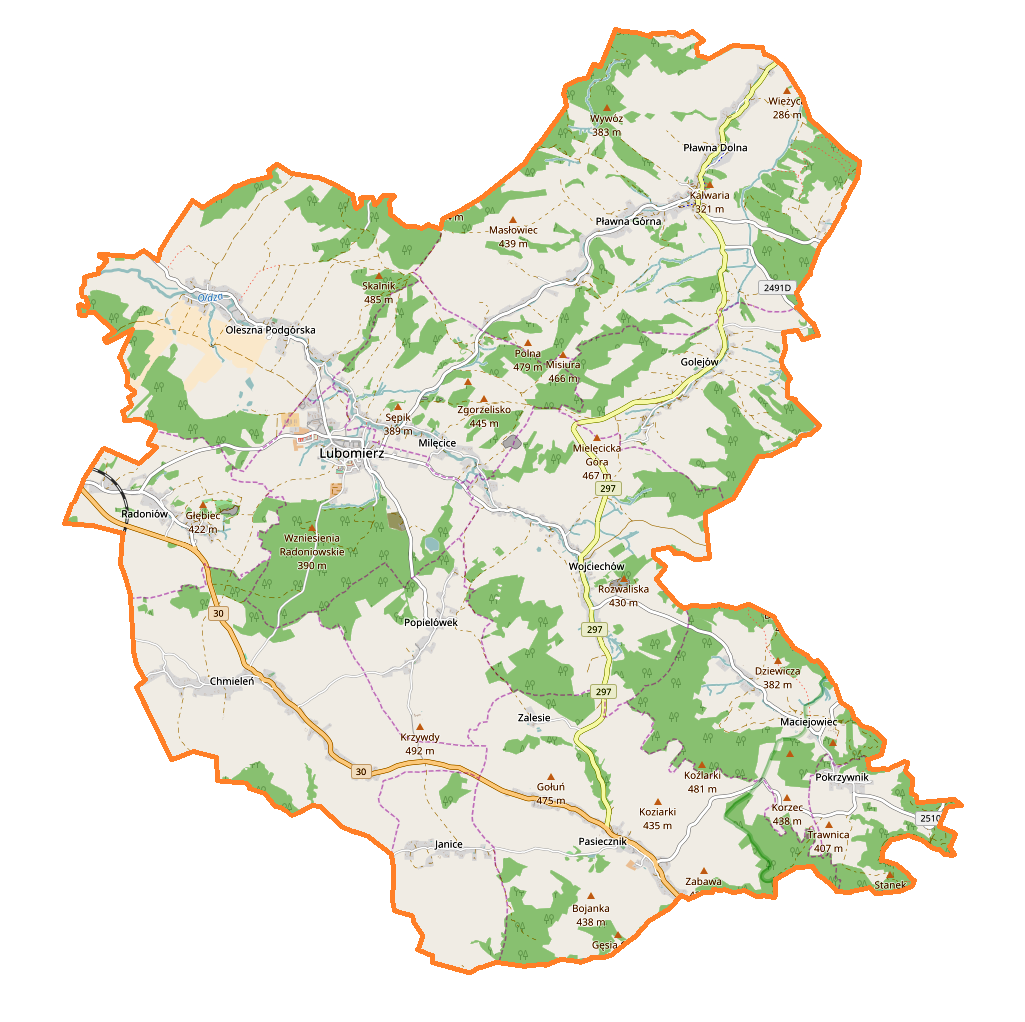
Karte der Gemeinde

Die Gemeinde liegt im Südwesten der Woiwodschaft. Nachbargemeinden sind Lwówek Śląski im Norden, Wleń im Osten, Stara Kamienica im Süden, Mirsk im Südwesten und Gryfów Śląski im Westen. Breslau liegt etwa 80 Kilometer östlich, die Kreisstadt Lwówek Śląski (Löwenberg in Schlesien) fünf Kilometer nördlich.
Die Region gehört zu Niederschlesien. Wichtigstes Gewässer ist die Oldza (Ölse), ein Zufluss der Kwisa (Queis).  Daneben gibt es zahlreiche weitere Wasserläufe. Die Landschaft gehört zum Isergebirgsvorland. Der Krzywdy im Südwesten der Gemeinde ist mit von 492 m n.p.m. die höchste Erhebung auf Gemeindegebiet.

## Partnerschaft
Die Gemeinde Lubomierz unterhält seit Juli 2008 eine Gemeindepartnerschaft mit der Stadt Wittichenau in Sachsen.

## Gliederung
Zur Stadt-und-Land-Gemeinde Lubomierz gehören neben der Stadt selbst 13 Dörfer (deutsche Namen, amtlich bis 1945) mit Schulzenamt (sołectwo):
- Chmieleń (Langwasser)
- Golejów (Klein Röhrsdorf)
- Janice (Johnsdorf)
- Maciejowiec (Matzdorf)
- Milęcice (Geppersdorf)
- Oleszna Podgórska (Krummöls)
- Pasiecznik (Spiller)
- Pławna Dolna (Straßenhäuser)
- Pławna Górna (Schmottseiffen)
- Pokrzywnik (Riemendorf)
- Popielówek (Hennersdorf)
- Radoniów (Ottendorf)
- Wojciechów (Ullersdorf-Liebenthal)

## Verkehr
Die Landesstraße DK30 von Jelenia Góra (Hirschberg) nach Zgorzelec (Görlitz) führt durch den Süden des Gemeindegebiets. Die in Pasiecznik (Spiller) abzweigende Woiwodschaftsstraße DW297 führt über die Kreisstadt Lwówek Śląski (Löwenberg in Schlesien) und Bolesławiec (Bunzlau) nach Nowa Sól (Neusalz an der Oder). – Auf dem Gebiet der Gemeinde verläuft keine Bahnlinie.
Der nächste internationale Flughafen ist Breslau.

## Persönlichkeiten
- Jochen Hoffbauer (1923–2006), Schriftsteller; geboren in Geppersdorf
- Rudolf Müller (1931–2012), Bischof von Görlitz; geboren in Schmottseiffen
- Günter Renner (1939–2005), Hochschullehrer und Vorsitzender Richter am Hessischen Verwaltungsgerichtshof; geboren in Schmottseiffen.